# Géza Bereményi
Géza Bereményi (Budapest, 25 gennaio 1946) è un regista ungherese.
Ha vinto l'European Film Awards per il miglior regista nel 1989 per il suo film A peso d'oro.

## Filmografia parziale
- A tanítványok (1985)
- A peso d'oro (Eldorádó) (1988)
- A turné (1993)
- A hídember (2002)